# Hyalotephritis planiscutellata
Hyalotephritis planiscutellata är en tvåvingeart som först beskrevs av Becker 1903.  Hyalotephritis planiscutellata ingår i släktet Hyalotephritis och familjen borrflugor. Inga underarter finns listade i Catalogue of Life.